# Kieconcha
Kieconcha is een geslacht van weekdieren uit de klasse van de Gastropoda (slakken).

## Soort
- Kieconcha kermadeci (L. Pfeiffer, 1856)